# Beatlemania
Pour l’article homonyme, voir Beatlemania (homonymie).

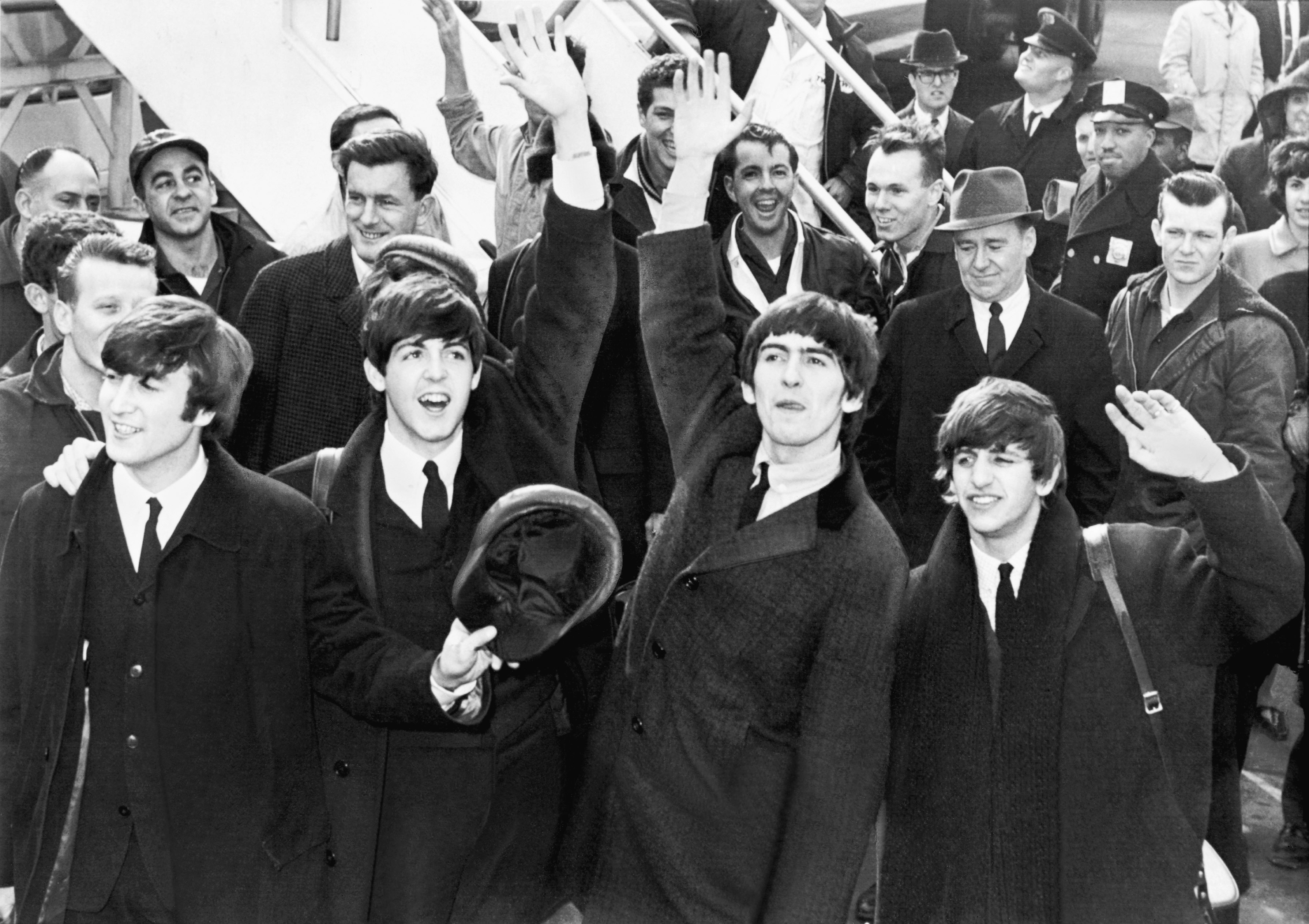
Arrivée des Beatles à l'aéroport international John-F.-Kennedy de New York, février 1964, pour leur première visite aux États-Unis. La Beatlemania les a précédés : 10000 fans en folie les accueillent.

Beatlemania est un terme apparu à la fin de l'année 1963 pour désigner l'extraordinaire engouement des fans à l'égard du groupe de musique britannique The Beatles. Il s'agit d'un mot-valise constitué de « Beatle » et « mania », dans le même esprit que le bien plus ancien « Lisztomania » qui décrivait la réaction des admirateurs du pianiste virtuose Franz Liszt, au XIXe siècle. Un promoteur de musique écossais, Andi Lothian, prétend avoir inventé l'expression Beatlemania lors d'une interview donnée au cours d'une tournée des Beatles en Écosse, le 7 octobre 1963. On retrouve ce mot publié pour la première fois dans le Daily Mail, le 21 octobre, quand le journaliste Vincent Mulchrone a écrit un article avec le titre « This Beatlemania ». Le 2 novembre suivant, le Daily Mirror réutilise ce terme, le faisant rentrer dans l'usage courant.  
Le phénomène proprement dit débute au Royaume-Uni, pays d'origine des Beatles, lorsque le groupe atteint une grande popularité au début de 1963. Revenant d'une série de séjours très formateurs de 1960 à 1962 à Hambourg, les Beatles effectuent leur première véritable percée commerciale avec leur second single britannique, Please Please Me, qui se hisse au sommet des classements, en première ou deuxième position selon les magazines. S'ensuit un enchaînement presque sans répit de concerts et de tournées dans tout le pays, où les attend un public fervent et enthousiaste. La popularité des Beatles en vient à surpasser celle des artistes américains, comme Tommy Roe, Chris Montez et Roy Orbison ; leurs solides succès dans les charts britanniques ne les empêchent pas de passer dans l'ombre des Beatles, un exploit inédit pour un jeune groupe d'un pays « envahi » par les disques américains.

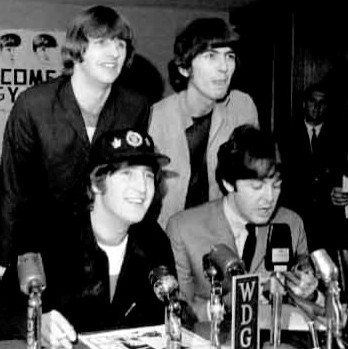
Les Beatles lors d'une conférence de presse en 1965.

La Beatlemania se développe dans toute son ampleur en septembre-octobre 1963 et prend tout le monde au dépourvu, y compris le manager du groupe Brian Epstein. Après Please Please Me, c'est She Loves You qui devient numéro un ; l'album Please Please Me est également au sommet. Les scènes d'hystérie collective se multiplient au gré des tournées du groupe, hurlements, évanouissements, mouvements de foule et salles de presse prises d'assaut par le public et les journalistes. Les Beatles font la une de tous les journaux, rallient tout le pays à leur cause. Ils deviennent un argument médiatique et même politique : les dirigeants britanniques, très critiques de prime abord, ne tardent pas à comprendre que persister dans cette voie équivaut à un suicide politique. La Beatlemania se répand comme une traînée de poudre, les produits dérivés se multiplient et le staff de Brian Epstein se retrouve soudain surchargé de travail. Tous ces événements sont retranscrits dans un film réalisé sous forme de faux documentaire où les Beatles jouent leur propre rôle : A Hard Day's Night. Début 1964, la Beatlemania s'exporte hors du continent européen et atteint les États-Unis, dès le premier voyage du groupe en terre américaine, pour les mêmes effets. La percée des Beatles de l'autre côté de l'Atlantique entraîne bientôt un changement significatif dans le paysage de la musique populaire aux États-Unis : d'autres groupes britanniques réussissent à s'y exporter, marquant le début et l'essor du phénomène de la British Invasion.
Hunter Davies, biographe autorisé des Beatles, date la fin de la Beatlemania en 1967. S'ils sont toujours aussi populaires auprès des critiques et du public, la folie qui les entoure a nettement baissé d'intensité, le groupe ayant cessé de donner des concerts pour se focaliser sur le travail en studio d'enregistrement. Ce tournant dans leur carrière trouve justement son origine dans la Beatlemania : fatigués, usés, sentant leurs compétences de musiciens se dégrader au fil de ces concerts où leurs chansons sont couvertes par le bruit continu du public, les Beatles aspirent à autre chose. Du côté des fans, on retrouve pourtant des réminiscences du phénomène, comme les Apple scruffs (en), ces jeunes filles constamment en poste d'observation devant les studios ou les domiciles des Beatles, dans l'espoir de les entrapercevoir.

## Historique

### 1960 - 1962: Débuts et popularité à Liverpool
Les Beatles sont un des nombreux groupes de Liverpool qui jouent sur les scènes locales. Au début, ce groupe n'est pas tellement populaire mais le noyau de fans qui les suit s'agrandit de mois en mois. Il est recruté pour aller jouer dans les bars de Hambourg où il peaufine ses prestations. Au retour dans leur ville natale, la présence sur scène des quatre musiciens et leurs habiletés musicales se sont beaucoup améliorées et il devient rapidement le groupe numéro un de Liverpool surtout grâce à ses prestations au club rock and roll The Cavern.
C'est en octobre 1961 que le groupe tombe dans l'œil de Brian Epstein qui devient rapidement leur manager. Ce dernier leur organise de nombreux spectacles et leur décroche un contrat d'enregistrement chez EMI, sous le label Parlophone dirigé par George Martin. Le premier single, Love Me Do, atteint la 17e place des palmarès britannique.

### 1963: Beatlemania au Royaume-Uni

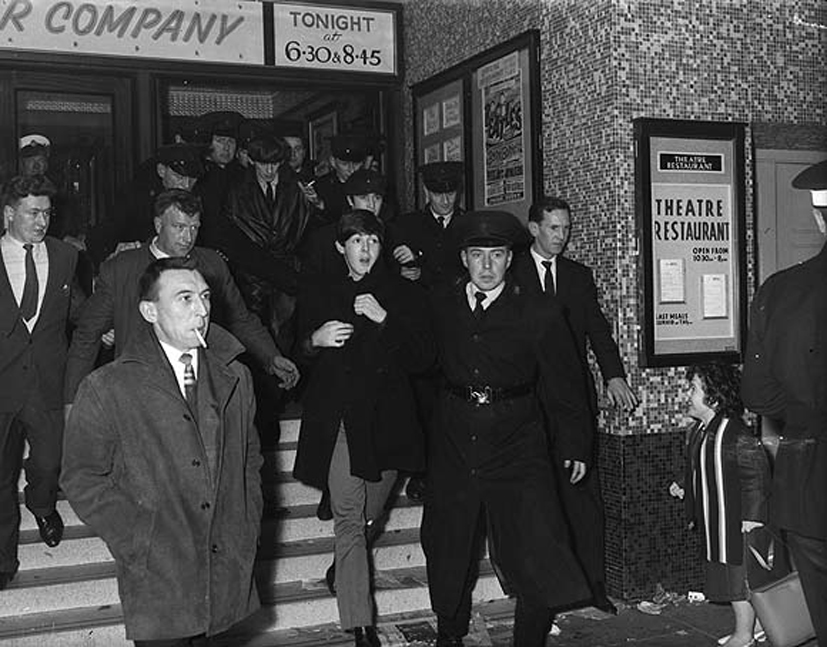
Les Beatles quittent le Ritz Cinema, Fisherwick Place, à Belfast, le 8 novembre 1963.

La beatlemania au Royaume-Uni commence quand le groupe atteint une grande popularité à l'entame de 1963. Selon Paul McCartney, cet engouement naît au retour d'un de leurs séjours à Hambourg le 27 octobre 1960 lors d'un concert au Utherland Town Hall de Liverpool, salle municipale qui servait deux jours par semaine de dancing aux jeunes.

## Analyse du phénomène de la Beatlemania

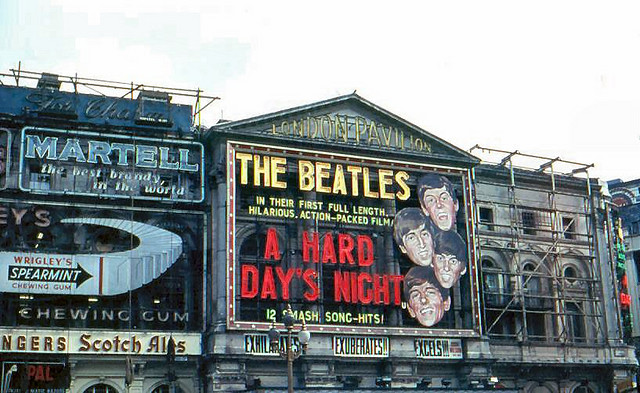
Affiche de A Hard Day's Night à l'affiche du London Pavilion Cinema en 1964. Dans ce film, les Beatles orchestrent leur légende.

### Précurseurs
Au cours des années 1840, les fans du pianiste et compositeur hongrois Franz Liszt ont fait preuve d'un niveau de fanatisme similaire à celui des Beatles. Le poète Heinrich Heine a inventé la "Lisztomanie" pour la décrire.
Une fois qu'elle est devenue un phénomène international en 1964, la Beatlemania a dépassé en intensité et en portée tous les exemples précédents de culte des fans, y compris ceux accordés à Elvis Presley et Frank Sinatra.

### Incidences sociales
La beatlemania est un phénomène d’ampleur considérable et à plusieurs facettes. La jeunesse prend goût à se coiffer et s’habiller à la Beatles. Des disquaires se spécialisent sur les seuls disques des Beatles. Pour mieux gérer ses stocks la société EMI/Parlophone propose même la présouscription si l’on désire réserver son exemplaire du prochain disque (avant même qu’il ne soit sorti, ou que quiconque sache à quoi il va ressembler).

### Causes
L'un des facteurs de cette évolution a pu être le baby-boom de l'après-Seconde Guerre mondiale, qui a donné aux Beatles un public de jeunes fans plus important que celui dont Sinatra et Presley disposaient une décennie plus tôt.
L’atmosphère hystérique des concerts les rend parfois à la limite de l'inaudible ; le premier ministre britannique remarque néanmoins que ces artistes sont pour le pays une excellente « exportation », y compris en termes d’image : celle de jeunes gens souriants, polis, bien habillés, et pleins d’un humour très britannique lors des interviews. Ils sont décorés par la reine du Royaume-Uni, le 12 juin 1965, de la médaille de Member of the British Empire (MBE). C’est en fait la plus basse des décorations britanniques; certains MBE, froissés, renvoient par dépit leur propre croix à la Reine. Quant aux vrais honneurs, ils arrivent beaucoup plus tard, quand James Paul McCartney (ainsi que Mick Jagger) est anobli.
Ils profitent des grands débuts de l’ère de la communication, donnent des concerts dans des salles de plus en plus grandes, se servent de l’essor de l’industrie musicale et de la télévision avec des émissions de plus en plus regardées par un public essentiellement composé des jeunes de tous les pays : les Beatles sont ainsi les premiers à passer dans une émission diffusée en « Mondovision » le 25 juin 1967 (avec la chanson All You Need Is Love).
Depuis 1965, les Beatles ne chantent pratiquement plus qu’en play-back à la télévision et Paul s’en explique : « Nous faisons un très important travail de studio, corrigeant inlassablement la moindre imperfection avec une précision maniaque. Pas question d’offrir aux téléspectateurs, alors que ce son existe, un autre son déformé par les mauvais studios des plateaux de TV ». Toujours en 1965, les Beatles prennent la résolution de ne plus donner d’autographes : « Nous n’avons tout simplement pas assez de bras, et nous devons tout de même pouvoir utiliser nos guitares de temps en temps ! ».
Derrière le succès, outre la qualité des chansons, un marketing sans faille : on essaie de mettre dans chaque album une chanson qui plaît à la génération précédente (Till There Was You, You Really Got a Hold on Me ; Besame Mucho reste dans les cartons, comme l'atteste l'épisode des Bandes Decca) ainsi qu'un standard du rock (Kansas City) de Little Richard en 1959.
Pour ne pas se faire cataloguer comme « Mods » et perdre le public des « Rockers », Brian Epstein a une idée : les Beatles, retrouvant un moment le cuir de leurs débuts, sortent un disque de quatre titres de rock « pur et dur » (Matchbox, I Call Your Name, Long Tall Sally, et Slow Down) qui doit être le « disque des initiés » et montre « ce que les Beatles savent vraiment faire quand ils le veulent ». Satisfaits par cet os à ronger, les rockers ne dénigrent plus les Beatles eux-mêmes, mais les fans qui achètent leurs autres disques et ne sachant pas ce qu’est la vraie musique des Beatles, qui ont montré qu’ils savaient faire bien mieux que de la pop. La présence d’un « standard de rock » devient alors, pour se concilier ce public (mais aussi pour se faire plaisir), un incontournable des albums.
Dans le film A Hard Day's Night, tourné en noir et blanc pour ne pas coûter trop cher, mais aussi pour masquer le fait qu’ils n’ont pas la même couleur de cheveux, et confié à Richard Lester, les Beatles orchestrent habilement leur propre légende, avec un humour très britannique. Cet humour devient délirant avec Help!, à l’été 1965 (couleurs), où les Beatles se moquent d’eux-mêmes. On les compare alors aux Marx Brothers, ce que John estime excessif. George Harrison, lui, noue une solide amitié avec Eric Idle et le groupe des Monty Python.
L’humour britannique reste une composante incontournable des Beatles. Quelques exemples tirés d’interviews :

« Que craignez vous le plus ? La bombe atomique ou les pellicules ? (ricanements)

— La bombe atomique, puisque nous avons déjà des pellicules (hurlement de rire de l’auditoire) »

« Pouvez-vous nous chanter quelque chose ?

— L’argent d’abord ! »

« Répétez-vous beaucoup ?

— Pour quoi faire ? Nous jouons déjà en concert tous les soirs, vous savez. »

« Vous jouiez autrefois des standards. Pourquoi ne le faites vous plus ?

— Parce que maintenant, nous en créons. »

« Comment s'appelle votre coiffure ?

— Arthur. »

« Ringo, êtes-vous des mods ou des rockers ?

— Personnellement, je suis un mocker [moqueur] (sera repris dans le film A Hard Day’s Night) »

« Que voyez-vous en tournée, à part des chambres d'hôtel ?

— Des stades et des aéroports. »

« Comment avez-vous trouvé l'Amérique ?

— En tournant à gauche au Groenland ! »

L’album Rubber soul est plus tard ainsi nommé pour pasticher l’expression plastic soul (âme influençable). Rubber Sole, qui se prononce presque à l’identique, signifie « semelle de caoutchouc » !
John Lennon soigne son personnage avant-gardiste en écrivant en 1964 et 1965 deux livres de courtes nouvelles dans un style imagé et surréaliste, In His Own Write puis A Spaniard in the Works. La critique de l’époque ne leur fait pas bon accueil, mais Christiane Rochefort traduit le premier sous le titre En flagrant délire.
Entre-temps, le Beatles fan club travaille à choyer un réseau de fans à qui on concède le Beatles Book qui comprend des articles, des photos inédites et de disques hors commerce offerts à Noël. Ces fans témoignent de la popularité des Beatles dont les principaux artisans sont Brian Epstein pour la partie organisation et George Martin pour la partie musicale. Dès le début des années 1960, George Martin fait à tout hasard enregistrer un album de musique symphonique inspirée des Beatles. Un autre, plus élaboré, suit bien plus tard pour le remplacer. Vers l’an 2000, un CD nommé Beatles Go Baroque et issu des pays de l’Est reprend ces choix.

## Mais encore...
- En 1961, le producteur allemand Bert Kaempfert signe le guitariste et chanteur anglais Tony Sheridan pour deux séances enregistrement accompagné des Beatles, avec Pete Best comme batteur. Huit chansons seront enregistrées dont deux sans Sheridan. En août, le label allemand Polydor sort le 45 tours My Bonnie avec comme nom d'interprètes « Tony Sheridan and The Beat Brothers ». Le nom The Beatles est considéré comme trop risqué en Allemagne parce qu'il ressemble au mot peedles, argot juvénile allemand signifiant pénis. En 1964, l'album The Beatles' First ! compilera ces enregistrements insolites qui sortent aussi en single afin que le label puisse profiter de la manne qui est devenue la Beatlemania.

- Une audition chez Decca est organisée par Epstein le 1er janvier 1962 durant laquelle quinze titres sont enregistrés toujours avec Best comme batteur. Decca refuse toutefois de signer le groupe.

- Pete Best se venge de son éviction en sortant son propre album, Best of the Beatles. Cet album ne reçoit toutefois qu’un succès de curiosité.

- Prince of Wales Theatre, Londres, 4 novembre 1963 : Lors du Royal Variety Performance, en présence de la famille royale, avant de chanter Twist and Shout, John Lennon lança : « For our last number I'd like to ask your help. Would the people in the cheaper seats clap your hands? And the rest of you, if you'll just rattle your jewelry. » (« Pour notre dernière chanson, j'aimerai demander votre aide. Les personnes aux places les moins chères voudraient-elles taper des mains ? Et le reste du public, si vous pouviez juste secouer vos bijoux »).

- C'est sur les conseils de Brian Epstein que l'ancien Thistle Café est rebaptisé The Beatle Café. Lors de la grande ouverture du Beatle Café à Wirral, West Kirby, Merseyside, Cheshire, le 1er février 1962, les Beatles n'y étaient pas et n'y ont d'ailleurs jamais mis les pieds.

- Le 5 novembre 1963, l’éditorial du Daily Mirror « Yeah! Yeah! Yeah! » écrit ceci : « Vous devez vraiment être bougrement borné pour ne pas aimer les Beatles bruyants, heureux et gracieux. S'ils ne balayent pas vos bleus au loin, frère, vous êtes une cause perdue. S'ils ne mettent pas un rythme dans vos pieds, sœur, c'est que vous n'écoutez pas. »

- Plusieurs disques des Beatles que ce soit des 45 tours ou des 33 tours sortent sur de petits labels américains SWAN — fondé à Philadelphie, Pennsylvanie, en 1957 par Bernie Binnick et Tony Mammarella —, Vee Jay — fondé à Chicago, Illinois, en 1953 par Vivian Carter et son mari James Bracken — et aussi Tollie Records — lancé en Californie en 1964 par Vee Jay — à la suite du refus de Capitol Records de les distribuer aux États-Unis. Dès 1964 [un premier single est malgré tout déjà distribué en 1963 et deux autres importés du Canada], EMI Royaume-Uni, propriétaire en majeure partie des parts [96,41 %] de Capitol Records qu'elle avait rachetées aux fondateurs Glenn E. Wallicks, Buddy DeSylva et Johnny Mercer [fondé à Los Angeles, Californie en 1942] en 1956 (pas en 1955!), oblige cette Major à sortir tous les disques des Beatles sur ce label [les autres petits labels, surtout Vee Jay, ayant acquis les droits les gardent suivant un jugement rendu par le juge Mervyn A. Aggeler en date du 23 juillet 1964]. Cependant, Vee Jay Records Inc. ne peut plus éditer aucun matériel neuf provenant des Beatles après la date butoir du 15 octobre 1964. Vee Jay se réserve le droit (acquis) de repackaging (nouvelle présentation) d'albums sortis antérieurement chez eux au grand dam de Capitol Records. Le dernier sursaut de Vee Jay Inc. est de rééditer l'album Hear The Beatles Tell All [sorti en septembre 1964] mais cette fois en rechannelled stereo= mono-compatible stéréo en 1979 et le même en Picture-disc en août 1987 sur Vee Jay International.

- Le 3 janvier 1963, les Beatles entament en Écosse une tournée (4 nuits) en tête d'affiche au Two Red Shoes Ballroom à Elgin, Morayshire, après que la première nuit a été supprimée à cause du mauvais temps. Sur les affiches, on peut lire qu'ils sont nommés « The Love Me Do Boys - The Beatles ».

- Le fameux super 45 tours Sandwich sur lequel on voit les quatre Beatles habillés à la mode française s'est vendu il y a quelques années à un Français resté anonyme pour la modique somme de 20 000 francs français soit 2 975 euros et ce n'est encore rien à côté des prix américains qui, pour une réédition d'époque à l'été 1962 de My Bonnie sur DECCA 31382, atteint la coquette somme de 12 000 dollars soit un peu plus de 9 800 euros ! Il existe aussi une réédition du EP Sandwich de 1978 parue aussi sur Odéon/EMI évaluée aux alentours de 200 euros.

- À propos de la chanson Yellow Submarine. Au départ, la bande-son (le master) est en stéréo (analogique) avec les « moyens du bord » (pas plus de 4 pistes-sons). L'ingénieur du son de cette session en avril 1966, Geoff Emerick, avait effectué un transfert stéréo pour le 33 tours mais en mono pour le 45 tours. La « vraie » stéréo n'est commercialisée pour les 45 tours qu'à partir de 1969.

- L’année suivant la parution de Sergeant Pepper, Frank Zappa parodie la pochette avec l’album We’re Only In It For The Money des Mothers of Invention. Un autre pastiche est réalisé pour The Rutles, une émission d’Eric Idle des Monty Python intitulée All You Need Is Cash (diffusée pour la première fois le 27 mars 1978 sur la BBC TV) qui entreprend de caricaturer la carrière des Beatles à la manière du fameux groupe d’humoristes, avec la bénédiction — et en partie le financement — de son ami George Harrison, ainsi que le concours de Paul Simon et Mick Jagger, qui y jouent leur propre rôle. Les pastiches des chansons des Beatles créés pour l’émission sont autant de clins d'œil aux tics musicaux de leurs modèles — Ouch! imité de Help!, Cheese and Onions qui a des accents d’A Day in the Life, Piggy in the Middle évoquant I Am the Walrus, Doubleback Alley qui est le cousin de Penny Lane, etc. Les Bidochons pastichent aussi cette pochette pour leur album The Beadochons. Toutefois, ce n’est pas elle[Laquelle ?] qui sera le plus pastichée, mais celle d’Abbey Road, Paul McCartney s’y mettra. Cependant, lorsqu'il apprend que Let It Be a porté le titre de Les P'tites Bites, il devient fou furieux.

- Le 30 janvier 1969, les Beatles avec Billy Preston aux claviers, exécutent leur dernier concert qui ne dure que 42 minutes sur le toit de l'Apple building, 3 Savile Row, Mayfair, centre de Londres, à la suite d'une injonction de la police locale d'arrêter de jouer. Un certain Stephen King, chef-comptable d'une banque proche, la Royal Bank of Scotland, avait appelé la police pour se plaindre « à cause du bruit ».

- Le 12 avril 1990, les astéroïdes 4147-4150, découverts en 1983 et 1984 par M. Brian A. Skiff et le Dr. Edward Bowell, de l'observatoire de Lowell situé à Flagstaff, Arizona, États-Unis, sont appelés maintenant Lennon, McCartney, Harrison et Starr, a annoncé l'International Astronomical Union's minor planet center situé à Cambridge, Minnesota, États-Unis.

- Le nom donné à Lucy, « l'ancêtre de l'Homme », vient tout droit de la chanson Lucy in the Sky with Diamonds : en effet, alors que les scientifiques découvraient le fossile, cette chanson des Beatles passait sur leur radio.

- Le 10 ou le 14 août 1985, Michael Jackson paie entre 47 et 47,5 millions de dollars [en concurrence avec McCartney et Yoko Ono] pour devenir propriétaire de ATV Music comprenant entre autres Northern Songs qui contient tout le catalogue des chansons des Beatles. McCartney et Ono déclarent forfait, estimant que c'est beaucoup trop cher payé : Jackson avait prévenu Paul peu de temps auparavant qu'il rachèterait ATV Music coûte que coûte… McCartney et Jackson, pourtant quelque temps chanteurs en duo (Say say say et The girl is mine) se brouillent temporairement. Le temps les réconcilie peu à peu. McCartney évite alors ce qui aurait pu être une catastrophe avec Let It Be pour l’affaire du Ferry Aid (1987) en téléphonant dans l'urgence à Jackson pour lui expliquer que les droits d'auteurs seront versés à une œuvre. Cette nouvelle version (incluant McCartney) se classe no 1 au hit parade britannique→Voir Liste des reprises des chansons des Beatles par d'autres artistes.

- Le 9 novembre 1995, Sony Corp. paye à Jackson une somme estimée entre 95 et 110 millions de dollars pour former ce qui deviendra par la suite le troisième plus grand éditeur mondial de musique : Sony/ATV Music Publishing.

## L’héritage musical
Les Beatles se distinguent du fait qu'ils écrivent et interprètent eux-mêmes leurs chansons alors que la majorité des formations de l'époque font appel à des compositeurs et des musiciens de studio. En ce sens, ils représentent le prototype du groupe pop/rock et suscitent de nombreuses vocations.
Le groupe et son producteur George Martin sont souvent cités comme des pionniers en matière de techniques d'enregistrement. Bien qu'ils n'aient pas inventé la plupart d'entre elles, ils les popularisent et les ressources dont ils disposent leur permettent de les exploiter pleinement. Les arrangements sophistiqués faisant appel à des instruments atypiques dans la musique rock sont également l'une des marques de fabrique des Beatles. On en note la présence dès Yesterday avec une section de cordes ; on peut également citer le sitar de Norwegian Wood ou la trompette de Penny Lane. En outre, la durée des morceaux pop/rock a quasiment doublé au cours des années 1960, les Beatles sont souvent considérés comme les principaux artisans de cette évolution qui permet de développer des morceaux plus fournis et complexes.
Outre la qualité de leurs albums, les Beatles ont également fait date par la gestion marketing de leur image et de leur carrière.

### Quelques versions instrumentales
- Chet Atkins (EU): A Hard Day's Night, 1969
- Jo Carlier et son orchestre (B): Let It Be, 1970
- The Copycats: Let It Be, Hey Jude, All You Need is Love, 1997
- L'Infonie (CA): She's Leaving Home, 1969
- Georges Jouvin, sa trompette d'or et son grand orchestre: Des bises de moi pour toi, 1963; Quatre garçons dans le vent, 1964
- James Last and the orchestra (P-B): Yesterday, 1983
- Gino Marinello: And I Love Her, The Long and Winding Road, With a Little Help From My Friends, Lucy in the Sky with Diamonds, Eleanor Rigby, 1988
- George Martin and his orchestra (RU): And I Love Her, Ringo's theme [This boy], 1964...
- Paul Mauriat et son grand orchestre: Ticket to Ride, Eleanor Rigby, Michelle, Yesterday, Penny Lane, Girl, I Feel Fine (1967); Hey Jude, Lady Madonna, (1968); Get Back (1969); Let It Be (1970), I've Got A Feeling, 1969 →??
- Werner Müller und sein Orchester: medley: All My Loving/She Loves You/Can't Buy Me Love, Allemagne RFA, 1964
- Franck Pourcel et son grand orchestre: Help! (Au secours !) et Yesterday (Je croyais), 1965; Hey Jude, 1968; Let It Be, 1970, The Long and Winding Road, 1970
- 20 Years Later (FR): Magical Medley, 1988/1989
- The London Symphony Orchestra (RU): Lucy in the Sky with Diamonds, 1977; A Day in the Life; Get Back; Hey Jude
- The Shadows (RU): Something, 1970
- Duke Taylor (EU): Hey Jude, 1990
- The Ventures (EU): Michelle, 1970; Cry For a Shadow, 06/1997 (Japon); 10/1998 (EU)
- Jeff Beck (RU) sur l'album In My Life de George Martin : A Day in the Life, 1998 (version uniquement instrumentale, guitare virtuose)

Note : les dates sont indiquées en écriture française (jour/mois/année) et non américaine (mois/jour/année).